# Polypodium sporadolepis
Polypodium sporadolepis là một loài dương xỉ trong họ Polypodiaceae. Loài này được Kunze ex Mett. mô tả khoa học đầu tiên năm 1856.